# إيفرت هيوز (متسابق خماسي حديث)
إيفرت هيوز (بالإنجليزية: Everett Hughes)‏ هو متسابق خماسي حديث أمريكي، ولد في 1 أكتوبر 1885 في إبسويتش في الولايات المتحدة، وتوفي في 5 سبتمبر 1957 في واشنطن العاصمة في الولايات المتحدة. ولد هيوز في إبسويتش (داكوتا الجنوبية)، تخرّج من أكاديمية وست بوينت، وازداد شأنًا ليصبح الجنرال الأعلى في جيش الولايات المتحدة الأمريكية. شارك في القتال في عدد من الحروب بما فيها حرب حدود المكسيك والحرب العالمية الأولى. وخلال الحرب العالمية الثانية كان أحد أصدقاء جورج باتون المقربين ومساعد أيزنهاور الأيمن على مدار الحملة الأوروبية كاملةً.

## مهنته
ولد إيفرت هيوز في المنطقة التي تسمى حاليًا بداكوتا الجنوبية، إلا أنه تربى في مينيسوتا والتحق بأكاديمية الولايات المتحدة الحربية وست بوينت، في نيويورك. عُرف هيوز بكونه القائد الأول لفريق لاكروس في وست بوينت. تخرج هيوز بالمرتبة الثالثة عشرة على صفه في أكاديمية وست بوينت حائزًا على شهادة بكالوريوس في العلوم عام 1908، وعُين ملازمًا ثانيًا في المدفعية الميدانية الثالثة في 14 شباط/ فبراير عام 1908، ونُقل إلى فورت سم هوستن في تكساس حيث أصبح هناك الملازم الأول في المدفعية الميدانية السادسة في 11 آذار/ مارس عام 1911.
تخرّج هيوز من كلية ووترتاون التقنية للعتاد الحربي في ترسانة ماساتشوستس، عام 1912 وانتُدب إلى فرع العتاد الحربي، ثم أُرسل إلى مستودع مانيلا للذخائر في الفلبين حيث رُقّي هناك إلى رتبة نقيب في 20 حزيران/ يونيو عام 1913. انتهت فترة انتدابه إلى فرع العتاد الحربي في 20 حزيران/ يونيو عام 1915، وعُيّن في المدفعية الميدانية الرابعة في فورت بليس في تكساس.
أصبح هيوز وجورج باتون صديقين مقربين خلال فترة خدمتهما في البعثة التأديبية إلى المكسيك التي كانت بقيادة جون بيرشنغ. وبعد دخول الولايات المتحدة الأمريكية في الحرب العالمية الأولى، انتُدب هيوز إلى مكتب قائد العتاد الحربي في واشنطن العاصمة، حيث عمل هناك في تجارة أو شراء الذخائر، رُقّي فيما بعد إلى رتبة رائد في 25 حزيران/ يونيو عام 1917، وإلى عقيد ملازم في 10 كانون الثاني/ يناير عام 1918، وعقيد في 19 تشرين الأول/ أكتوبر عام 1918، وقدم إلى فرنسا في 23 تشرين الأول/ أكتوبر عام 1918، خدم هناك حتى 16 آذار/ مارس عام 1919، حين عاد إلى الخدمة في مكتب قائد العتاد الحربي.
ومع انتهاء الحرب، عاد هيوز إلى رتبته الأساسية نقيب في 30 حزيران/ يونيو عام 1920، ولكنه رُقّي إلى رتبة رائد مجددًا في اليوم التالي له. كان رئيس مكتب العتاد الحربي في منطقة الفيلق السادس في فورت شيريدان، ألينوي، ونُقل بعدها إلى فرع العتاد الحربي في 21 آب/ أغسطس عام 1920. التحق بكلية اللاين في فورت ليفنوورث بكانساس، ولاحقًا بكلية الطاقم العام فأصبح مدرسًا في التخرج في 23 حزيران/ يونيو عام 1923.
في آب/ أغسطس عام 1928، دخل إلى الكلية الحربية، وعند تخرجه من الكلية الحربية، كان من الطبيعي أن يُنتدب ضباط الطاقم، فعاد بالتالي بعدها إلى واشنطن العاصمة بمهمة مع فرع G-1 للطاقم العام في الفرع الحربي. رُقّي مجددًا إلى رتبة عقيد ملازم في 13 تشرين الثاني/ نوفمبر عام 1931. في 17 آب/ أغسطس عام 1932، نُقل إلى مُنشأة أبردين بروفنغ غراوند حيث بقي هناك حتّى 26 آب/ أغسطس عام 1935، ليُنقل إلى ترسانة بيكاتيني. ثم رُقّي إلى رتبة رائد مجددًا في 1 تشرين الأول/ أكتوبر عام 1936. عاد في 20 أيار/ مايو عام 1939 للخدمة في مكتب رئيس العتاد الحربي حيث خدم هناك عندما دخلت الولايات المتحدة الحرب العالمية الثانية.
في 19 أيار/ مايو عام 1942، أصبح هيوز رئيس العتاد الحربي في غرفة العمليات الأوروبية لجيش الولايات المتحدة (ETOUSA). أصبح قائد طاقم الخدمات المتعلقة بالذخائر في 29 تموز/ يوليو، برتبة لواء جنرال منذ 6 أيلول/ سبتمبر عام 1942. في 29 تموز/ يوليو عام 1943 أصبح الرئيس المفوض لطاقم غرفة العمليات الأوروبية، ولاحقًا في 15 شباط/ فبراير عام 1943 عُيّن الآمر المفوض لغرفة عمليات شمال أفريقيا، وآمر نطاق الاتصالات أو النطاق الدبلوماسي. رُقّي تباعًا إلى جنرال أعلى في 18 آذار/ مارس عام 1943. شارك لأول مرة في بطولة السلسلة العالمية شمال الأفريقية في 3 تشرين الأول/ أكتوبر عام 1943.
عندما عانت القوات الحليفة من خسارات فادحة على يدي الجنرال الألماني إرفيل رومان في معركة القصرين، نصح هيوز أيزنهاور أن يسلم أمرة أفريقيا إلى باتون، وهكذا أتى باتون ليحرز الانتصارات ضد القوات الألمانية. اعتبر أيزنهاور هيوز أحد أصدقائه المقربين ومستشاره، وأرسلت تقارير هيوز فيما يخص حالة نقص الذخيرة غير العادي، موجات من الصدمة في صفوف الحلفاء.
أربكت تقاريره رئيس طاقم أيزنهاور، الجنرال الأعلى والتر بيديل سميث، الذي كان مع هيوز في موضع صراع على السلطة منذ التحضير لعملية الشعلة والعلاقة المتوترة بينهما، اتهم سميث هيوز ببناء إمبراطورية، واشتبك الاثنان في قضايا بسيطة. كُرّم هيوز لخدماته في البحر الأبيض المتوسط، وكوفئ بميدالية النجمة البرونزية ووسام الخدمة الحربية المتميزة.
لعب إيفريت هيوز دورًا أساسيًا خلال الحملة المغربية الجزائرية الفرنسية، ونقله أيزنهاور إلى لندن للمشاركة في الغزو النورماندي التالي في 21 شباط/ فبراير عام 1944 بعد اعتبار خدمات هيوز قد انتهت في شمال أفريقيا. كتب أيزنهاور إلى زوجته مامي: «أفتقد إيفرت، أتمنى لو أنّه لا يزال هنا». حبب هيوز نفسه عند أيزنهاور بسبب موهبته في الحصول على بعض الأمور المفضلة عند أيزنهار والتي تعتبر صعبة الإيجاد مثل الويسكي «دايركتورز ريزيرف» المفضلة لديه. وصف أيزنهاور دور هيوز الرسمي خلال غزو أوروبا بكونه «عينيه وآذانه». بحث هيوز وراء السطور، وأبلغ عن القضايا الأمنية والمشاكل اللوجستية وقدّم النصح لأيزنهاور فيما يخص قضايا الانضباط. عُيّن لاحقًا المفتش العام للقوات الأمريكية في غرفة العمليات الأوروبية قبل استدعائه مرة أخرى إلى واشنطن العاصمة في شباط/ فبراير لعام 1946، كرئيس قائم للعتاد الحربي.
سُمّي هيوز بمنصب الرئيس السابع عشر للعتاد الحربي في حزيران/ يونيو عام 1946، وخلال فترة إدارته، استمرت أنشطة فترات السلم العادية التي تتضمن البحث والتطوير والتخزين والصيانة والتدريب، بمستويات أعلى مما كانت عليه قبل وقوع الحرب العالمية الثانية. قام بتحسين كفاءة المكتب من خلال تطويرات على المستوى التنظيمي. وُسّعت المرافق في مختبر أبحاث العتاد الحربي في مُنشأة أبردين بروفنغ غراوند، وأكملوا إنشاء مختبر المقذفية النهائية في عام 1949، وأصبحت وايت ساندز بروفنغ غراوند في نيو مكسيكو منشأة مهمة لاختبار الصواريخ والقذائف. استُكمل إجراء الدراسات حول صاروخ V-2 الألماني أثناء الحرب، وفي يوليو 1949، كُلّفت ترسانة ريدستون في ألاباما بمهمة البحث والتطوير واختبار الصواريخ والقذائف والمواد الدافعة والمواد المتعلقة في هذا المجال. استُكمل بناء حاسوب ENIAC في عام 1946 وبدأ تشغيله في أبردين بروفنغ غراوند في عام 1947. استمرت ترسانات التصنيع السبع في لعب دور رئيسي في تطوير تصاميم جديدة في العتاد الحربي وفي تحسين المعدات الحالية.
تقاعد هيوز من الجيش في عام 1949 واستقر في واشنطن العاصمة، وعُيّن مدير مكتب الطاقة والمرافق في مجلس موارد الأمن القومي.

## أوسمته
حصل هيوز مرتين على وسام استحقاق بالإضافة إلى ميدالية الخدمة الحربية المتميزة، كما تلقى عددًا من الجوائز الأجنبية لخدماته التي قدمها في الحرب العالمية الثانية بما فيها وسام جوقة الشرف ووسام صليب الحرب من فرنسا ووسام التاج من بلجيكا ووسام وطن الأسلاف من الاتحاد السوفيتي ووسام نيشان الافتخار من تونس. 

## وفاته ودفنه
توفي هيوز في 5 أيلول عام 1957 في مركز والتر ريد الطبي الحربي، بعد عراك طويل مع المرض. دفن في مقبرة أرلينغتون الوطنية مع استحقاقه على شرف حربي كامل في 10 أيلول/ سبتمبر عام 1957.

## يوميات هيوز وسجله
كان هيوز يكثر من كتابة الملاحظات بلغة صحفية سردية، تبلغ كتاباته في مكتبة الكونغرس صفًا بطول 5.2 قدم. بقيت يومياته لمدة سنوات عديدة في مكتبة الكونغرس ولم تدرس بسبب خط هيوز القوطي الشائك الفريد. تمكّنت مولي ماكليلان من فك شيفرة كتابات هيوز ونقل ما يقارب 900 صفحة من يومياته، وبالتالي سمحت للباحثين بقراءة جملة نشاطاته خلال الحرب العالمية الثانية، بما فيها نشاطاته ضمن حلقة أيزنهاور الضيقة.

## حياته الشخصية
تزوج هيوز من كيت ميرفي في سان أنتونيو عام 1980. زعم ناكر الهولوكوست ديفيد ايرفينغ أن لهيوز حبيبة لقبها ب JP للإشارة إلى إليزابيث بريسمال، التي كانت سكرتيرة بريطانية في طاقم هيوز. كانت علاقة هيوز بها مقربة حكمًا، لكنه من غير المثبت أن الاثنين كانا على علاقة. هيوز، وبإرادته، أخبر كيت عن وجود السيدة بريسمال شارحًا لها في رسالة أرسلها في 8 آذار/ مارس عام 1943: «لقد ورّطتُ السيدة بريسمال في الفوضى لمرّات عدّة، سوف تسمعين مع الآخرين في الأيام القليلة المقبلة أخبارًا أن لهيوز صاحبة، لكن لا تبني أي طابع خاطئ مما قد تسمعينه أو مما أقوله إلا في حال كنت عازمة على جعل نفسك غير سعيدة».

## وصلات خارجية
- إيفرت هيوز على موقع الموسوعة البريطانية (الإنجليزية)